# Marjon Brandsma
Marjon Brandsma (Groningen, 20 september 1943 – Amsterdam, 19 januari 2024) was een Nederlandse actrice.

## Loopbaan
Brandsma was dochter van het echtpaar Jacoba Johanna Elisabeth Leopold en Carst Hendrik Brandsma, wonende aan het Buiten Damsterdamdiep 14a.
Marjon Brandsma wilde aanvankelijk danseres worden. Ze ging na haar middelbare school naar Amsterdam om Nederlands te studeren, maar na een jaar (1966) besloot ze over te stappen naar de Amsterdamse Toneelschool. Zij rondde in 1970 de opleiding af. Ze deed dat gelijk examen met Olga Zuiderhoek, Robert Prager en Fred van der Hilst.Daarna was ze enkele jaren verbonden aan het Instituut voor onderzoek van het Nederlands theater. Daar maakte ze kennis met het experimentele toneel. Samen met regisseur Leonard Frank en een groep  jonge acteurs, waaronder Kitty Courbois en Hans Dagelet, behoorde ze in 1973 tot de initiators van Toneelgroep Baal. Ze speelde bij onder meer de Haagse Comedie, Het Nationale Toneel, Publiekstheater, Toneelgroep Amsterdam en Toneelgroep De Appel.
Met haar stijlvolle voorkomen, nauwkeurige voordracht en haar elan en kracht voor leidende rollen had ze het vermogen een van de sterren van het theater te worden.
Bekende rollen van Brandsma waren Vera in Voor het pensioen van Thomas Bernhard, Rakel in Na de repetitie van Ingmar Bergman en de voor haar geschreven solovoorstelling De Caracal van Judith Herzberg. In 1979 riep weekblad Vrij Nederland haar uit tot "de beste Nederlandse actrice van na 1945". Voor de rol van Araminte in Leugens onder de roos van Marivaux bij de Haagse Comedie werd zij in 1982 bekroond met de Theo d'Or. In datzelfde jaar had ze de titelrol in een tv-verfilming van Candida van George Bernard Shaw.
Naast haar optredens in het theater, vertolkte ze rollen in verschillende films en op televisie, waaronder in Grijpstra en De Gier, Ernstige Delicten en Waltz.
In 2010 speelde zij een rol in Bellicher: De macht van meneer Miller, een vierdelige VPRO-thrillerserie naar de boeken van Charles den Tex. Brandsma speelde ook in de speelfilms Doodslag (2012) en The Gambler (1997).
Haar laatste toneeloptreden vond plaats in 2012 in de voorstelling Oom Wanja, geregisseerd door Gerardjan Rijnders.